# Mutual Film
Mutual Film Corporation — ранній американським кіноконгломерат, який створив деякі з найкращих комедій Чарлі Чапліна. Заснований в 1912 році. Згодом його поглинув Американське бюро бронювання фільмів, яке перетворилася на RKO Pictures.

## Заснування
Кінобізнес, попередник Mutual, почався з партнерства за Western Film Exchange, заснованої в Мілвокі, штат Вісконсин, у липні 1906 року. Партнерство заключили Гаррі Е. Ейткен, Рой Ейткен та Джон Р. Фройлер. У 1910 році Фройлер також уклав партнерство з чиказьким кінодистриб'ютором Семюелом С. Гатчінсоном, заснувавши виробниче підприємство, відоме як American Film Manufacturing Company.
На початку 1912 року брати Шалленберґер (Вілберт Е. та Вільям Едгар), Кроуфорд Лівінґстон та інші в якості інвесторів, включаючи Чарльза Дж. Гайта, президента та генерального директора Thanhouser Film Corporation, приєдналися до Фройлера та Гаррі Е. Ейткена у створенні Mutual Film. Mutual Film Corporation була створена в 1912 році групою американських бізнесменів, середяких був і сам Ейткен[джерело?].
Компанія випуску та дистрибуції Mutual також мала численні дочірні виробничі підрозділи, включаючи Keystone Studios, відомого продюсера комедій. Mutual відзначилися підписанням контракту з Чарлі Чапліном у 1916 році; деякі зі своїх найкращих комедій він створив саме в цій компанії, хоча він відчував, що жорсткі графіки виробництва компанії призвели до того, що фільми ставали все більш шаблонними. Через своє занепокоєння Чаплін пішов із First National Pictures, щоб укласти контракт, який давав йому більш гнучкий графік виробництва, щоб він міг зосередитися на створенні якісніших фільмів.
У 1912 році компанія включала допоміжні підрозділи, такі як Keystone Studios Comedies, Majestic Studios (які пізніше стали Reliance-Majestic Studios через партнерство Гаррі Ейткена з DW Griffith) і New York Motion Picture Company.
У 1915 році працівники Keystone Studios, Kay-Bee Studios (дочірня компанія New York Motion Picture Company) і Reliance-Majestic Studio залишили Mutual разом з братами Ейткенами, щоб створити Triangle Film Corporation. Тепер, будучи повним власником колишньої Reliance-Majestic Studio, до 1917 року конгломерат функціонував як дистриб'ютор чотирьох дочірніх студій у Каліфорнії, три з яких були в районі Лос-Анджелеса, а інша — в Санта-Барбарі. Це були Signal Film Corporation, Vogue Films, Inc., Lone Star Film Company та American Film Company. Vogue Films, Inc. керувала студією на бульварі Санта-Моніка та на Ґавер-стріт у Лос-Анджелесі, яка виробляла виключно комедійні фільми. Серед інших дочірніх компаній New York Motion Picture Company були: 101-Bison Company, Broncho Film Company і Domino Film Company. 

### Юридичні справи
У 1915 році Верховний суд США у справі Mutual Film Corporation проти Промислової комісії Огайо постановив, що кінофільми були формою бізнесу, а не мистецтвом, а отже, не охоплювалися Першою поправкою. Незабаром після цього рішення міста почали ухвалювати постанови, що забороняють публічну виставку «аморальних» фільмів, що стосуються основних студій, які незабаром будуть діяти державними або федеральними правилами. Це рішення залишалося в силі до справи Joseph Burstyn, Inc. проти Вілсона в 1952 році, яка постановила, що фільм є законним художнім засобом із захистом свободи слова.

## Виробництво
У 1916 році Чарлі Чаплін став найбільш високооплачуваним артистом у світі, коли підписав контракт з Mutual на зарплату в 670 000 доларів на рік. Mutual побудував Чапліну власну студію і дозволив йому зняти дванадцять двометражних фільмів протягом цього плідного дванадцятимісячного періоду. Згодом Чаплін визнав цей період створення фільмів найбільш винахідливим і вільним у своїй кар'єрі, хоча він також побоювався, що протягом терміну його контракту фільми ставали все більш шаблонними.
Протягом 1916 та 1917 років у кінокомпанії Lone Star Film Company Чарлі Чаплін працював у їхній студії за адресою 1025 Lillian Way, у Голлівуді. Чарлі Чаплін заснував United Artists у 1919 році разом із Мері Пікфорд, Д. В. Ґріффітом та Дугласом Фербенксом. У 1918 році Mutual Film Corporation припинила виробництво. Як і багато інших компаній, заснованих у ті часи, Mutual зрештою була поглинена більшими корпораціями, в даному випадку Американське бюро бронювання фільмів, а пізніше RKO Radio Pictures. 
За винятком фільмів Чапліна, більшість короткометражних і повнометражних драм Mutual втрачено.

## Вибрана фільмографія
| Year | Назва                          | Ориг. назва                    | Прим. |
| ---- | ------------------------------ | ------------------------------ | ----- |
| 1913 | Маленький герой                | A Little Hero                  |       |
| 1913 |                                | Grand Military Parade          |       |
| 1913 |                                | Accidental Clue                |       |
| 1914 | Кокон і метелик                | The Cocoon and the Butterfly   |       |
| 1914 | Наша спільна дівчина           | Our Mutual Girl                |       |
| 1914 | Життя генерала Вілли           | Life of General Villa          |       |
| 1914 | Реквізитор                     | Property Man                   |       |
| 1914 | Обличчя на підлозі бару        | The Face on the Bar Room Floor |       |
| 1914 | Його нова професія             | His New Profession             |       |
| 1914 |                                | Sweet and Low                  |       |
| 1914 | Вино Фатті                     | Fatty's Wine Party             |       |
| 1914 | Викрадення дешевого автомобіля | Leading Lizzie Astray          |       |
| 1915 | Диявол                         | The Devil                      |       |
| 1915 |                                | Father and Son                 |       |
| 1915 |                                | Straw Man                      |       |
| 1915 |                                | Deathlock                      |       |
| 1916 |                                | Fighting the War               |       |
| 1916 | Інша сторона дверей            | The Other Side of the Door     |       |
| 1916 |                                | Johnny's Romeo                 |       |
| 1916 |                                | Father and Son                 |       |
| 1916 |                                | The Folly of Fear              |       |
| 1916 |                                | At Twelve O'Clock              |       |
| 1916 |                                | The Turn of the Wheel          |       |
| 1916 |                                | The False Clue                 |       |
| 1916 |                                | Within the Lines               |       |
| 1916 |                                | His Guardian Angel             |       |
| 1916 |                                | When the Tide Turned           |       |
| 1916 |                                | Grouchy                        |       |
| 1916 |                                | His Uncle's Ward               |       |
| 1916 |                                | Admirers Three                 |       |
| 1916 |                                | Uncle Sam's Defenders          |       |
| 1916 | Позикова каса                  | The Pawnshop                   |       |
| 1917 |                                | Pardners                       |       |
| 1917 |                                | Rehabilitated                  |       |
| 1917 | Королева X                     | Queen X                        |       |
| 1917 |                                | The Greater Woman              |       |
| 1917 | Дикий кіт                      | The Wildcat                    |       |
| 1917 | Мері Морленд                   | Mary Moreland                  |       |
| 1917 |                                | Bab the Fixer                  |       |
| 1917 | Прекрасна пригода              | The Beautiful Adventure        |       |
| 1917 | Будь ласка, допоможіть Емілі   | Please Help Emily              |       |
| 1917 |                                | The Sea Master                 |       |
| 1917 | Зміїний зуб                    | The Serpent's Tooth            |       |
| 1917 | Душі в заставі                 | Souls in Pawn                  |       |
| 1917 |                                | The Girl Who Can Cook          |       |
| 1917 |                                | The Girl from Rector's         |       |
| 1917 |                                | The Railroad Raiders           |       |
| 1917 | Донька Меріленд                | A Daughter of Maryland         |       |
| 1917 |                                | American Maid                  |       |
| 1917 | Її другий чоловік              | Her Second Husband             |       |
| 1918 | Хто любив його дужче?          | Who Loved Him Best?            |       |
| 1918 | Честь її чоловіка              | Her Husband's Honor            |       |
| 1918 | Зрада                          | Treason                        |       |